# Освалд Карх
Освалд Карх (на германски Oswald Karch) е бивш пилот от Формула 1.
Роден на 6 март 1917 година в Лудвигсхафен, Германия.

## Формула 1
Освалд Карх прави своя дебют във Формула 1 в голямата награда на Германия през 1953 година. В световния шампионат записва 1 състезания, като не успява да спечели точки. Състезава се с частен Веритас.